# جوانمرد قصاب

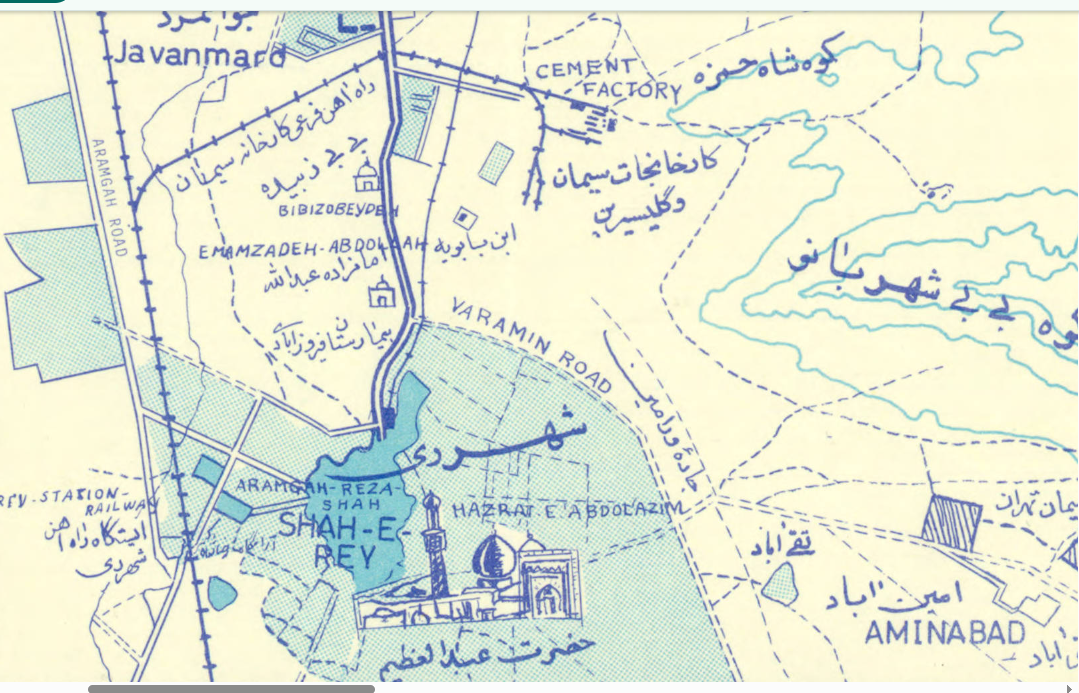
محله جوانمرد (گوشه چپ بالا) در نقشه شهر ری و حومه در سال ۱۳۴۶ خورشیدی

جوانمرد قصاب نام شخصیتی نیمه‌افسانه‌ای، نیمه‌تاریخی، و آرامگاهی (بقعه) در نزدیکی شهر ری است که در پاره‌ای از متون به او اشاره‌هایی شده است.
محله پیرامون این بقعه نیز محله جوانمرد قصاب نام دارد.
بعضی‌ها اعتقاد دارند این مکان مقبره ابوالعباس قصاب آملی است که از طایفه جوان آملی بوده است که معروف به ابوالعباس قصاب جوانمرد یا جوان آملی است.
پیرامون شخصیت جوانمرد قصاب روایت‌های متفاوتی ذکر شده است. در رساله‌ای در بارهٔ قصابان و سلاخان دربارهٔ او آمده است: 
کنیزکی از جوانمرد قصاب گوشت خواست، اما به هر گوشتی که جوانمرد به او می‌داد، راضی نمی‌شد. جوانمرد خشمگین شد و پول او را پس داد. کنیزک که از ملامت و آزار آقای خود می‌ترسید، گریه آغاز کرد. شاه مردان، علی بن ابی‌طالب، که از آنجا می‌گذشت مشکل کنیز را دریافت و به جوانمرد گفت که به کنیز گوشت بدهد. جوانمرد که علی را نمی‌شناخت، دست خود را به علامتِ امتناع از قبول فرمان آن حضرت تکان داد. پس از آنکه حضرت رفت، قنبر به جوانمرد گفت: «تو شاه مردان را نشناختی؟» جوانمرد دو چشم خود را با کارد بیرون آورد و دست خود را با ساطور از تن جدا کرد و به قنبر گفت که او را نزد علی علیه‌السلام ببرد. حضرت علی فرمود چشمان و دست وی را در موضع خود بنهند، سپس فاتحه‌ای خواند و بر جوانمرد دمید، فوراً چشمان و دست او درست شد.
این داستان با اندکی تغییر در برخی از کتاب‌های مقتل، از جمله طریق‌البُکاء از محمدحسین بن عبدالله گریان شهرابی، که در آن داستانی دیگر دربارهٔ یکی از قصابان هواخواه علی‌بن ابی‌طالب آمده است و شاید منظور از او نیز جوانمرد قصاب بوده باشد هم ذکر شده است.
در برخی آثار کهن جغرافیایی و تاریخی نیز از مقبره جوانمرد قصاب یاد شده است و این گمان را پدیدمی‌آورد که شاید جوانمرد قصاب شخصیت تاریخی ناشناخته‌ای باشد. حمدالله مستوفی از مدفن او در ری و عبدالرزاق سمرقندی در ذکر وقایع از مدفن او در سرخس یاد کرده‌اند. به‌نظر قزوینی جوانمرد قصابِ مدفون در سرخس به جوانمرد قصابِ ری ربطی ندارد. امروزه نیز در جنوب تهران به سوی ری، در زمین‌های منصورآباد در منطقه بیستم شهرداری تهران بقعه‌ای به نام جوانمرد قصاب هست که به احتمال زیاد بعد از عهد فتحعلی شاه (۱۲۱۲–۱۲۵۰) ساخته شده است.
ابیات لوحه قبرِ داخل بقعه نشان می‌دهد که صاحب آن را همان پیر افسانه‌ای صنف قصاب دانسته‌اند. محله اطراف بقعه نیز جوانمرد قصاب نام گرفته و قصه جوانمرد قصاب برای مردم این محل، معروف و مقبره او زیارتگاه است. مقبره‌های دیگری هم در برخی روستاها به نام جوانمرد قصاب هست و احتمال دارد همه آنها مقبره‌هایی نمادین برای شخصیت افسانه‌ای جوانمرد قصاب باشند. قصابان افغانستان شب‌های جمعه به نام جوانمرد قصاب نذری می‌دهند و در حین مراسم، یکی از پیران خانواده قصه جوانمرد قصاب را نقل می‌کند.

## در یارسان
نورعلی الهی در برهان‌الحق به نقل از شاهنامه حقیقت (حق‌الحقایق) نوشتهٔ پدرش نعمت‌الله مکری جیحون‌آبادی، از جوانمرد قصاب در کنار دده رجب استانبولی، حبیب نجار و حسن گاویار به عنوان یارانی یاد می‌کند که «پرتوی فیض جماعت اهل حق» (یارسان) مستفیض شده‌بودند.

## فهرست منابع
1. ↑  در بیان کار سلاّخان و قصّابان، در چهارده رساله در باب فتوّت و اصناف، مهران افشاری و مهدی مداینی، تهران، نشر چشمه، ۱۳۸۱
2. ↑  محمدحسین‌بن عبداللّه گریان شهرابی، کتاب طریق البکاء، تهران، شرکت سهامی چاپ و انتشارات کتب ایران، بی‌تا، صفحه ۷۵–۷۸؛ صفحه ۶۷–۷۲
3. ↑  محمد قزوینی، یادداشت‌های قزوینی، چاپ ایرج افشار، تهران ۱۳۶۳، جلد ۲، صفحه ۳۷۷–۳۷۹
4. ↑  محمد قزوینی، یادداشت‌های قزوینی، چاپ ایرج افشار، تهران ۱۳۶۳
5. ↑  محمدتقی مصطفوی، آثار تاریخی طهران، تنظیم و تصحیح میرهاشم محدث، تهران ۱۳۶۱، جلد ۱، صفحه ۱۶۸–۱۶۹
6. ↑  محمدتقی مصطفوی، آثار تاریخی طهران، تنظیم و تصحیح میرهاشم محدث، تهران ۱۳۶۱، جلد ۱، صفحهٔ ۱۶۹
7. ↑  روشن رحمانی، افسانه‌های دری، تهران ۱۳۷۷، صفحهٔ ۶۰۳
8. ↑  الهی، نورعلی، برهان‌الحق، تهران: جیحون، ۱۳۷۳، ص ۲۹.